# Eustomias perplexus
Eustomias perplexus es una especie de pez de la familia Stomiidae en el orden de los Stomiiformes.

## Morfología
• Los machos pueden llegar alcanzar los 13,4 cm de longitud total.

## Hábitat
Es un pez de mar y de aguas  tropicales que vive hasta 2.600 m de profundidad

## Distribución geográfica
Se encuentra en la China y Papúa Nueva Guinea.